# La Chapelle-d’Armentières
La Chapelle-d’Armentières település Franciaországban, Nord megyében. Lakosainak száma 8782 fő (2022. január 1.). La Chapelle-d’Armentières Armentières, Bois-Grenier, Ennetières-en-Weppes, Erquinghem-Lys, Houplines és Prémesques községekkel határos.

## Népesség
A település népességének változása:
| Lakosok száma | 8570 | 8459 | 8522 | 8590 | 8627 | 8577 | 8656 | 8719 | 8782 |
|               | 2013 | 2015 | 2016 | 2017 | 2018 | 2019 | 2020 | 2021 | 2022 |